# Погожани
Погожани (пол. Pogorzany) — село в Польщі, у гміні Йодловник Лімановського повіту Малопольського воєводства.
Населення — 723 особи (2011).
У 1975-1998 роках село належало до Новосондецького воєводства.

## Демографія
Демографічна структура станом на 31 березня 2011 року:
|          | Загалом | Допрацездатний вік | Працездатний вік | Постпрацездатний вік |
| -------- | ------- | ------------------ | ---------------- | -------------------- |
| Чоловіки | 368     | 81                 | 248              | 39                   |
| Жінки    | 355     | 80                 | 198              | 77                   |
| Разом    | 723     | 161                | 446              | 116                  |